# Barriera a settentrione
Barriera a settentrione è un film del 1950 diretto da Luis Trenker.

## Trama
Il tenente Berti e il maggiore Mauri sono due agenti della Guardia di Finanza che lottano contro dei trafficanti di cocaina.